# حصروت
حصروت هي إحدى القرى اللبنانية من قرى قضاء الشوف في محافظة جبل لبنان يحدها من الشرق بلدة عانوت ، ومن الغرب بلدة غريفة ، ومن الشمال بلدة ، الزعرورية ، ومن الجنوب بلدة داريا ، وجزاء من بلدة غريفة ، يبلغ عدد سكانها 2700 نسمة ، مساحة 3700 هكتاراً (37 كلم² ، ترتفع عن سطح البحر 800 متر ، تبعد عن بيروت العاصمة 45 كلم.